# Schlacht um Athen
Die Schlacht um Athen (besser bekannt als Dekemvriana, griechisch Δεκεμβριανά) war eine bewaffnete Auseinandersetzung zwischen der linksgerichteten Widerstandsorganisation des Zweiten Weltkriegs, der Nationalen Befreiungsfront EAM (Ethniko Apeleftherotiko Metopo) und deren militärischem Arm Griechische Volksbefreiungsarmee ELAS (Ellinikos Laikos Apeleftherotikos Stratos) auf der einen und der griechischen Regierung unter Georgios Papandreou, Damaskinos Papandreou und Nikolaos Plastiras sowie britischen Truppen auf der anderen Seite.
Auslöser der Kämpfe war die Demobilisierung der Partisanenverbände, die eine Zivilregierung ermöglichen sollte. Über die Modalitäten der Waffenniederlegung kam es zum Streit, der anlässlich einer von der EAM organisierten Massendemonstration am 3. Dezember 1944 zu einer blutigen Auseinandersetzung führte. Der bewaffnete Konflikt endete erst am 11. Januar 1945. Die Kämpfe fanden vorwiegend in Athen, Piräus und deren Vororten und Umgebung statt. Der massive Aufmarsch der britischen Schutzmacht bewog die kommunistische Führung schließlich zum Nachgeben. Es kam zu einem Waffenstillstand zwischen der EAM und der griechischen Regierung bzw. den britischen Truppen und am 12. Februar 1945 zum Abkommen von Varkiza.
Nach konventioneller (vorherrschender) historischer Auffassung werden die bürgerkriegsähnlichen Zustände der Dekemvriana als Zweite Runde der scharfen politischen Auseinandersetzungen zwischen der griechischen Linken unter Führung der Kommunistischen Partei Griechenlands (KKE) und den griechischen Rechten mit Monarchisten und Nationalisten bezeichnet.

## Ursachen und Vorgeschichte
Im September 1944 begann die deutsche Wehrmacht ihren Rückzug aus Griechenland. Damit endete die nach dem deutschen Angriff (Unternehmen Marita) Ende April 1941 begonnene Besatzungszeit (bis September 1943 durch Deutschland, Italien und Bulgarien, nach der Kapitulation Italiens nur noch Deutschland und Bulgarien). Seit Mitte 1942 kristallisierten sich zwei griechische Widerstandsgruppen als Hauptträger des Kampfes gegen die Besatzungsmächte heraus: die Nationale Befreiungsfront EAM mit ihrem militärischen Arm Griechische Volksbefreiungsarmee ELAS einerseits und der Nationale Demokratische Griechische Bund (Ethnikos Dimokratikos Ellinikos Syndesmos, EDES) andererseits. Nachdem unter britischer Vermittlung die kommunistisch kontrollierte ELAS und die zunächst republikanisch gesinnte EDES Ende 1942 noch gemeinsame Guerilla-Aktionen durchgeführt hatten (Sprengung der Eisenbahnbrücke von Gorgopotamos), gerieten die beiden Widerstandsgruppen im Verlaufe des Jahres 1943 in offenen Konflikt zueinander, welcher auch wiederholt mit Waffengewalt ausgetragen wurde und Übergriffe gegen Unbewaffnete sowie Zivilisten von beiden Seiten einschloss. Die ELAS gewann mit Ausnahme von Epirus und dem Peloponnes die Oberhand in dem Kampf zwischen den Widerstandsgruppen und konnte vor allem in Nordgriechenland (Makedonien, Pindos-Gebirge, Thessalien) von ihr ausschließlich kontrollierte Gebiete, mit Ausnahme der größeren Städte, etablieren. Die EDES hatte ihr Hoheitsgebiet in Epirus. Unter den Angriffen der ELAS erreichte sie mit dem deutschen Bereichskommandeur einen Waffenstillstand. Am 12. Oktober 1944 verließen die Wehrmacht-Truppen Athen; unmittelbar danach übernahm die ELAS die Kontrolle über die Stadt. Britische Truppen unter Generalleutnant Ronald Scobie landeten am 14. Oktober 1944 an der Küste Attikas und rückten in Athen und Piräus ein. Die griechische Exilregierung hatte die Bürger Athens am 13. Oktober 1944 bereits dazu aufgerufen, den Befehlen des alliierten Oberkommandierenden Folge zu leisten. Bereits während der Befreiungsfeierlichkeiten mit Paraden der bewaffneten griechischen Organisationen kam es zu den ersten Auseinandersetzungen: Auf der Universitätsstraße (Odos Panepistimiou) in Athen wurde das Auto von EAM-Anhängern von Mitgliedern der rechten Widerstandsorganisation EASAL beschossen. In dem nachfolgenden Feuergefecht, in welches auch britische Truppen eingriffen, starben 7 Menschen und 82 wurden verletzt.
Nach der Reetablierung der griechischen Zentralregierung bzw. Exilregierung unter Ministerpräsident Georgios Papandreou am 18. Oktober 1944 kehrten auch monarchistisch-nationalistisch gesinnte Truppen des griechischen Exilheeres, zum Beispiel die Riminibrigade, aus den Kämpfen des Zweiten Weltkriegs nach Griechenland zurück. Die ELAS lehnte die Rückkehr dieser Kampftruppen ab. Parallel zu diesen Entwicklungen wurde eine Entwaffnung aller anderen bewaffneten Gruppen angeordnet: Sowohl die Waffen der kommunistisch kontrollierten ELAS als auch die Waffen der Sicherheitsbataillone (Tagmata Asfalias, kollaborierten mit deutschen Besatzungstruppen im Zweiten Weltkrieg) und der rechts-nationalen „Organisation X“ sollten abgegeben werden. Anhänger bzw. Mitglieder dieser Organisationen sollten keine öffentlichen Ämter bekleiden. Diese geplante Entwaffnung der bewaffneten Organisationen beider politischer Flügel fand bis zum 2. Dezember 1944 nicht statt. Auch die Entfernung von monarchistisch-nationalistischen Inhabern öffentlicher Ämter erfolgte nicht. Gleichzeitig sollte die Polizeigewalt allein in den Händen der griechischen Regierung konzentriert werden: Am 20. Oktober 1944 untersagte der alliierte Militärkommandeur übereinstimmend mit der griechischen Regierung sogenannte irreguläre Festnahmen durch Einheiten der ELAS und EAM. Im November 1944 beschloss die Kommunistische Partei Griechenlands in der Frage der Entwaffnung der ELAS eine härtere Gangart bzw. Position gegenüber der Regierung einzunehmen.

## Verlauf

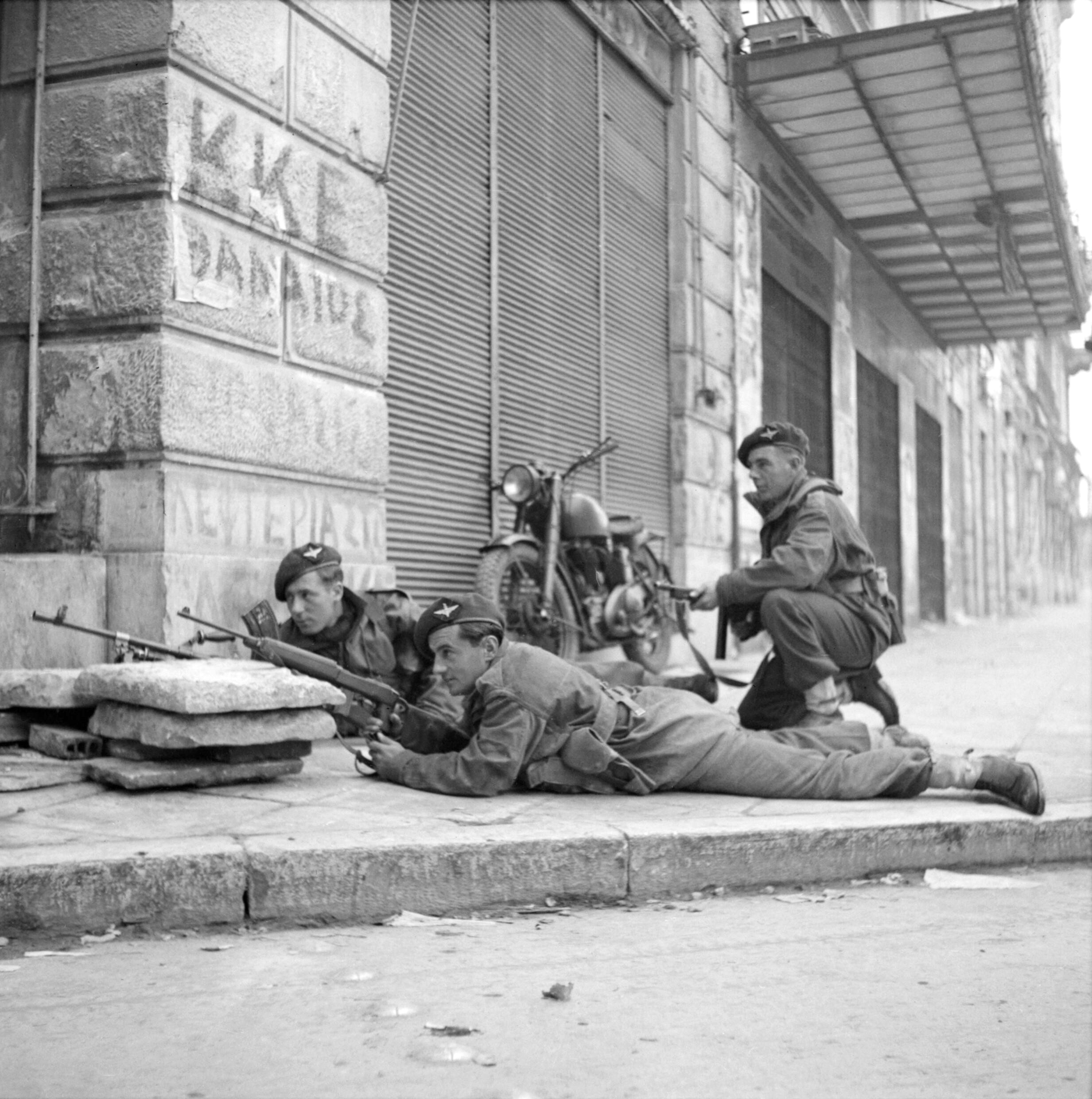
Britische Fallschirmjäger in den Straßen von Athen

Auslöser der bürgerkriegsähnlichen Zustände waren die Weisungen des britischen Militärkommandeurs General Ronald Scobie und der griechischen Regierung Anfang Dezember 1944, welche eine faktische Entmachtung der ELAS und EAM bedeuteten. Am 1. Dezember 1944 ordnete die griechische Regierung an, dass die Polizeitruppe der EAM, der Bürgerschutz (Politofylaki), seine Tätigkeiten einstellen solle. Die polizeilichen Aufgaben würden ab dem 1. Dezember 1944 von der neuen Polizeitruppe, dem Nationalschutz (Ethnofylaki) wahrgenommen werden; die Waffen der Politofylaki seien an die Ethnofylaki abzugeben. Gleichzeitig wurde auch die Entwaffnung der bisherigen Polizei angeordnet. General Scobie ordnete am 2. Dezember 1944 an, dass a) alle paramilitärischen Einheiten zwischen dem 10. und spätestens 20. Dezember 1944 unter Aufgabe ihrer Waffen demobilisiert werden sollen und b) dass die neue Polizeitruppe Ethnofylaki die Ordnungsaufgaben übernehmen werde. In den Erläuterungen zu dieser Anordnung wurde die EAM, ELAS und die Polizeitruppe Politfylaki ausdrücklich erwähnt. Andere Organisationen wurden nicht erwähnt.
Aus Sicht der EAM bzw. der ELAS und der sie kontrollierenden Kommunistischen Partei war eine solche Entwaffnung ein einseitiger Akt und wurde deshalb unterlassen. Als Reaktion auf Scobies Weisung konferierten EAM und ELAS sowie die Kommunistische Partei am 2. Dezember 1944 und beschlossen den Austritt ihrer Minister aus der Regierung Papandreou am 3. Dezember 1944 und widersprachen offen jedweder Aufforderung, die Waffen niederzulegen. Am gleichen Tage fand auf dem zentralen Syntagma-Platz in Athen eine Demonstration der EAM gegen die griechische Regierung statt, welche zuerst seitens der Regierung verboten und anschließend erlaubt wurde. Während der Demonstration kam es zu Schusswechseln zwischen den Demonstranten und der Polizei; wer die bewaffnete Auseinandersetzung begann (Polizei oder Demonstranten) ist dabei unklar. Vom 3. auf den 4. Dezember 1944 (daher auch die Bezeichnung Dekemvriana) brachen Kämpfe um das Polizeihauptquartier in Athen aus. Die zahlreichen ELAS-Kämpfer kontrollierten in den nachfolgenden Tagen zunehmende Teile der Stadt und besetzten sukzessive alle Polizeistationen.
Am 15. Dezember 1944 griff die britische Armee unter General Scobie auf direkte Weisung des britischen Premierministers Winston Churchill offen auf Seite der griechischen Zentralregierung ein und bekämpfte die ELAS.

„Jetzt schaltete ich mich in die Leitung der Angelegenheit direkt ein. Als ich erfuhr, daß die Kommunisten fast alle Polizeiwachen in Athen besetzt und den Großteil der nicht mit ihnen im Einverständnis stehenden Polizisten ermordet hatten und nur wenig über einen Kilometer von den Regierungsgebäuden entfernt standen, erteilte ich General Scobie und seinen fünftausend britischen Soldaten – die nur zehn Tage zuvor von der Bevölkerung als Befreier bejubelt worden waren – Befehl, zu intervenieren und mit Waffengewalt gegen die verräterischen Angreifer vorzugehen. [Winston Churchill]“

Dies verschob das militärische Gleichgewicht im Kampfgebiet, Athen, Piräus und Umgebung, zu Gunsten der griechischen Regierung. Im übrigen Griechenland, teilweise zu dem damaligen Zeitpunkt in weiteren Teilen ELAS-kontrolliert, kam es nur zu erheblich kleineren oder gar keinen Auseinandersetzungen. Die ab dem 15. Dezember 1944 eingesetzten britischen Truppen begannen, die ELAS-Kämpfer aus Athen mit Waffengewalt zu vertreiben. Der britische Premierminister Winston Churchill besuchte Weihnachten 1944 Athen und bemühte sich persönlich, den Konflikt zugunsten der von den Briten abhängigen Papandreou-Regierung zu entscheiden. Kommunistische Kräfte hatten für Weihnachten den Plan, mit dem Hotel Grande Bretagne General Scobie und das britische Hauptquartier in die Luft zu sprengen, schon so weit vorangetrieben, dass Tunnel für die Sprengung unter dem Gebäude fertig gegraben waren. Als man dann erfuhr, dass Churchill sich in dem Gebäude aufhielt, nahm man Abstand von dem Attentat. Die Kommunisten wollten keineswegs einen der „Großen Drei“ (Roosevelt, Churchill, Stalin) der Anti-Hitler-Allianz beseitigen. Als Ergebnis von Churchills Besuch und der Bemühung anderer wurde der Athener Erzbischof Damaskinos Papandreou vom griechischen König zum Regenten ernannt und gleichzeitig die Rückkehr des Königs von einer Volksabstimmung abhängig gemacht. Am 2. Januar 1945 erging von Erzbischof Damaskinos der Auftrag zur Bildung einer neuen Regierung an Nikolaos Plastiras, dessen Kabinett am 3. Januar 1945 vereidigt wurde. Die britischen Truppen drängten die ELAS-Kämpfer immer weiter zurück. Durch diese militärische Entwicklung begünstigt, begannen Waffenstillstandsverhandlungen zwischen der griechischen Regierung unter Nikolaos Plastiras einerseits und EAM bzw. ELAS andererseits. Diese mündeten nach dem Rückzug der EAM/ELAS-Kämpfer aus Athen am 6. Januar 1945 in einen Waffenstillstand vom 15. Januar 1945. Die dann weiter fortgesetzten Verhandlungen zwischen Regierung und EAM/EDES führten am 12. Februar 1945 zum Abkommen von Varkiza. Bei Ende der Kämpfe im Januar 1945 befanden sich 75.000 britische Soldaten in Athen und Umgebung.
Bis heute ist strittig, von welcher Seite der entscheidende Schritt zur Eskalation als bewaffneter Konflikt ausging. Ein Grund für eine Eskalation von Seiten der EAM/ELAS könnte gewesen sein, dass diese feststellte, dass Briten und Royalisten die Macht nicht aus den Händen gaben. Ohne Eingreifen der britischen Truppen wäre der EAM-ELAS und damit der sie kontrollierenden Kommunistischen Partei Griechenlands eine Machtübernahme im Dezember 1944 mit Waffengewalt gelungen. Entgegen dem Moskauer Geheimabkommen vom 9. April 1944 zwischen Winston Churchill und Josef Stalin wäre Griechenland damit der britischen Einflusssphäre entzogen worden und hätte mit kommunistischer oder kommunistisch-kontrollierter Regierung unter sowjetischem Einfluss gestanden. Für die Briten war diese mögliche kommunistische Machtübernahme wahrscheinlich ein Grund zur Intervention bzw. Eskalation, da sie Griechenland im Moskauer Geheimabkommen (9. April 1944) als Interessenssphäre zugesprochen bekommen hatten und nun eine günstige Gelegenheit sahen, die kommunistische EAM/ELAS auszuschalten. Auch das „sture“ Festhalten an dem Ziel der Wiederherstellung der Vorkriegsordnung mitsamt einem starken Monarchen ohne Berücksichtigung der zwischenzeitlich vor allem im Widerstand gegen die Besatzung im Zweiten Weltkrieg erfolgten politischen Änderungen erwies sich auf britischer Seite als Einschränkung der politischen Handlungsspielräume.

## Auswirkungen
Trotz des Waffenstillstands und dem nachfolgenden „Abkommen von Varkiza“ blieben die politischen Gegensätze bestehen: die EAM/ELAS wollte eine sozialistische Republik Griechenland nach sowjetischem Vorbild und lehnte die Wiedereinsetzung des griechischen Königs Georg II. strikt ab. Die EDES kämpfte hingegen für ein bürgerlich-liberales System, das auch nicht unbedingt die Wiedereinsetzung des Königs vorsah. Die die EDES unterstützenden Royalisten (hier vor allem die „Organisation X“, die Sicherheitsbataillone sowie die „Riminibrigade“) forderten die Wiedereinsetzung des Königs und ein autoritäres politisches System. Militärisch gestützt von den britischen Truppen konnten sich die rechtsgerichteten Kräfte durchsetzen. Diese letztendlich mit Waffengewalt erreichte Hoheit des rechten politischen Lagers, trotz der bürgerlich-zentristischen Zentralregierung in Athen zu dieser Zeit, verschärfte den Gegensatz zwischen den Linken und den Rechten weiter. Während der Dekemvriana wurden inhaftierte Kollaborateure mit den Besatzungsmächten im Zweiten Weltkrieg zu ihrer Sicherheit nach Ostafrika verschifft. Die Mitgliedschaft in den Sicherheitsbataillonen beispielsweise wurde trotz gegenteiliger Bekundungen der griechischen Exilregierung in Kairo während der Besatzungszeit von griechischen Gerichten in den Prozessen gegen Mitglieder der Kollaborationsregierungen, darunter auch der ehemalige Ministerpräsident Georgios Tsolakoglou, nicht als Straftat bewertet.
Die Eskalation der Gewalt in dieser „zweiten Runde“ des Konfliktes zwischen der griechischen Rechten und der griechischen Linken manifestierte sich auch in zunehmenden Übergriffen auf Teile der Zivilbevölkerung. Während der Kämpfe zwischen britischen Truppen und den Kämpfern der EAM/ELAS führten die von der kommunistischen Partei Griechenlands kontrollierten Polizeieinheiten OPLA Verhaftungen, Ermordungen und Entführungen – neben Kollaborateuren auch unschuldiger bzw. unbeteiligter Zivilisten – durch. 15.000 Menschen wurden von der ELAS als Gefangene oder Geiseln in Lagern außerhalb Athens festgesetzt. 12.000 Menschen wurden von britischen Truppen und der griechischen Regierung gefangen genommen; 8000 dieser Gefangenen sollen in Lager im mittleren Osten verbracht worden sein. Die Dekemvriana hatte nach 33 Tagen Kampf 7000 Todesopfer gefordert.
Im Gefolge des Abkommens von Varkiza wurden Teile der ELAS entwaffnet, Teile versteckten aber ihre Waffen vor dem Zugriff im Zuge der Entwaffnung. Die royalistischen und nationalistischen waffentragenden Verbände wurden kaum entwaffnet, was im Verlaufe des Jahres 1945 zu weiter steigenden politischen Spannungen führte. Mit dem Wahlboykott, der durch die Kommunistische Partei Griechenlands für die Parlamentswahl vom 31. März 1946 ausgerufen wurde, spitzte sich die Lage weiter zu und mündete – auch durch den bei den, von der Linken boykottierten, Wahlen erfolgenden Rechtsrutsch im griechischen Parlament mit entsprechend orientierter neu gebildeter Regierung unter Konstantinos Tsaldaris – in den griechischen Bürgerkrieg von 1946 bis 1949.
Obwohl das Abkommen von Varkiza in seinem Artikel III eine Amnestie für politische Straftaten vorgeschrieben hatte – mit der Ausnahme von Straftaten, die nicht unbedingt politisch motiviert waren – wurden unter Anwendung des Begriffes „nicht unbedingt politische Straftaten“ im Jahr 1945 80.000 Haftbefehle ausgestellt und 50.000 Personen verhaftet; am 1. Oktober 1945 gab ein offizieller Bericht 16.700 Gefangene in Gefängnissen an, davon 2.896 Kollaborateure mit den Besatzungsmächten im Zweiten Weltkrieg, 7.077 „gewöhnliche Kriminelle“ und 6.027 Personen, welche im Zusammenhang mit Straftaten während der Dekemvriana verhaftet worden waren.